# جمع‌آوری مه

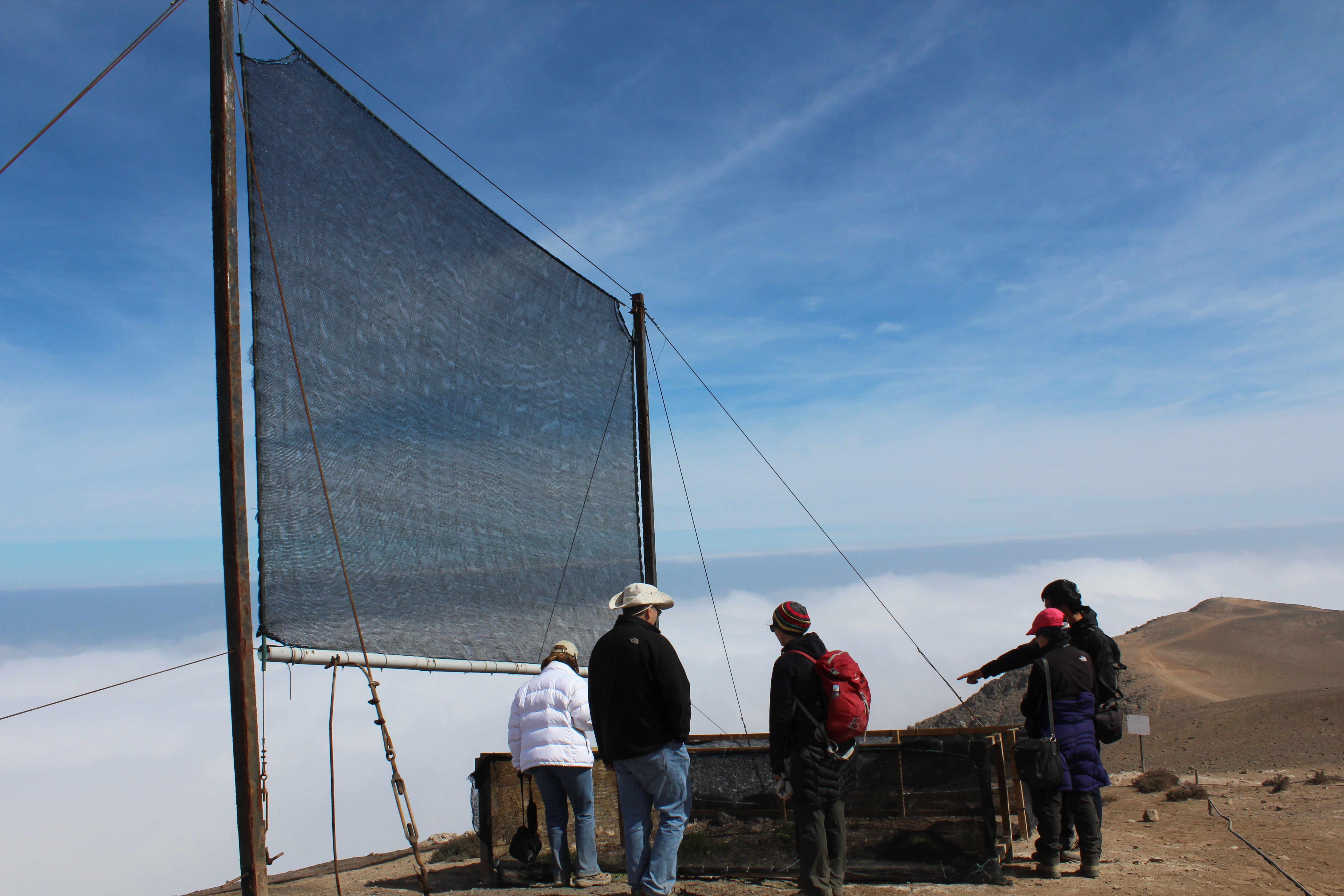
توری مه‌گیر یا در اسپانیایی Atrapanieblas در آلتو پاتاچه، صحرای آتاکاما کشور شیلی

جمع‌آوری مه، انباشت مه یا مه‌گیری فرایندی است که طی آن آب موجود در مه با استفاده از توری‌های مشبک عمودی بزرگ برداشت می‌شود. این توری‌ها باعث می‌شوند قطرات مه به سمت یک آبراهه در پایین شبکه جریان پیدا کنند. این سیستم به نام‌های دیوار مه، مه‌گیر یا توری مه شناخته می‌شود.
از طریق تقطیر، بخار آب موجود در هوا روی سطوح سرد به قطرات آب مایع، که به آن شبنم گفته می‌شود، تبدیل می‌شود. این پدیده عمدتاً روی اشیای نازک، صاف و در معرض هوا، از جمله برگ‌های گیاهان و تیغه‌های علف قابل مشاهده است. زمانی که سطح در معرض هوا به دلیل تابش گرمای خود به سمت آسمان سرد می‌شود، رطوبت موجود در هوا با سرعت بیشتری نسبت به تبخیرش تقطیر می‌شود، که این امر منجر به تشکیل قطرات آب می‌گردد.
آب روی مجموعه‌ای از سیم‌های موازی می‌چکد و در پایین تور جمع می‌شود. این فرایند نیازی به انرژی خارجی ندارد و به‌طور طبیعی از طریق نوسانات دمایی تسهیل می‌شود، که این ویژگی آن را برای استفاده در مناطق کمتر توسعه‌یافته جذاب می‌کند. اصطلاح "فنس یا حصار مه" از شکل مستطیل بلند آن گرفته شده که شبیه به یک حصار است، اما مه‌گیرها محدود به این نوع ساختار نمی‌شوند.
بازدهی مه‌گیر به مواد شبکه، اندازه سوراخ‌ها و رشته‌ها و پوشش شیمیایی آن بستگی دارد. مه‌گیرها می‌توانند از ۲٪ تا ۱۰٪ رطوبت موجود در هوا را جمع‌آوری کنند، بسته به کارایی آن‌ها. مکان ایده‌آل برای نصب مه‌گیر منطقه‌ای با ارتفاع زیاد و خشک در نزدیکی جریان‌های سرد دریایی است، جایی که مه معمول است، و به این ترتیب، مه‌گیر می‌تواند بالاترین بازده را تولید کند.

## خاستگاه تاریخی
جمع‌آوری منظم شبنم یا تقطیر از طریق فرآیندهای طبیعی یا کمکی یک عمل باستانی است، از نوشیدن آب تجمع یافته در استخرهای تقطیر جمع‌آوری شده در ساقه‌های گیاهان (که هنوز هم توسط زنده‌ماندگان انجام می‌شود) گرفته تا آبیاری طبیعی در مقیاس بزرگ بدون بارش باران، مانند در صحرای آتاکاما و نامیب. اولین مه‌گیرهای دست‌ساز به دوران امپراتوری اینکاها بازمی‌گردند، جایی که سطل‌هایی زیر درختان قرار می‌گرفت تا از تقطیر استفاده شود.
چندین دستگاه دست‌ساز مانند تپه‌های سنگی باستانی در اوکراین، برکه‌های شبنم قرون وسطی در جنوب انگلستان و پوشش‌های سنگی آتشفشانی بر روی مزارع لانزاروتههمگی به‌عنوان دستگاه‌های احتمالی برای جمع‌آوری شبنم در نظر گرفته شده‌اند.
یکی از اولین پروژه‌های ثبت‌شده جمع‌آوری مه در سال ۱۹۶۹ در آفریقای جنوبی به عنوان منبع آب برای یک پایگاه نیروی هوایی بود. ساختار این پروژه از دو حصار به مساحت هرکدام ۱۰۰ مترمربع (۱۰۰۰ فوت مربع) تشکیل شده بود. بین این دو حصار، به‌طور متوسط در طول ۱۴ ماه مطالعه، ۱۱ لیتر (۲٫۵ گالن) آب روزانه تولید می‌شد که معادل ۱۱۰ میلی‌لیتر آب برای هر مترمربع (⅓ اونس مایع برای هر فوت مربع) است. مطالعه بزرگ بعدی در سال ۱۹۸۷ توسط دانشگاه ملی کاتولیکا شیلی و مرکز تحقیقات توسعه بین‌المللی انجام شد. صد حصار مه به مساحت ۴۸ مترمربع (۵۲۰ فوت مربع) در شمال ایتالیا نصب شد. این پروژه توانست به‌طور متوسط ۰٫۵ لیتر آب برای هر مترمربع (۱٫۵ اونس مایع برای هر فوت مربع) تولید کند، یا ۳۳ لیتر (۸ گالن) برای هر یک از ۳۰۰ روستایی در هر روز.

## در طبیعت
اولین بار مه‌گیرها در طبیعت به عنوان یک تکنیک جمع‌آوری آب توسط برخی حشرات و برگ‌ها مشاهده شدند. سوسک‌های صحرای نامیب از آب موجود بر روی بال‌های خود که به دلیل الگوی متناوب نواحی هیدروفیلی (جذب‌کننده آب) و هیدروفوبیک (دافع آب) ایجاد می‌شود، تغذیه می‌کنند. جنگل‌های درختان سرخ‌چوب قادر به زنده ماندن با بارش محدود باران هستند به دلیل جمع‌آوری تقطیر روی سوزن‌ها که به ریشه درختان منتقل می‌شود.

## قطعات یک جمع‌کننده مه
مه‌گیر از سه بخش اصلی تشکیل شده است: قاب، توری مشبک و آبراهه یا حوضچه.
قاب آن توری مشبک را پشتیبانی می‌کند و می‌تواند از مواد مختلفی مانند میله‌های فولادی ضدزنگ تا بامبو ساخته شود. شکل قاب می‌تواند متفاوت باشد. هندسه‌های پیشنهادی شامل اشکال خطی (مشابه حصار) و استوانه‌ای هستند. قاب‌های خطی به شکل مستطیل بوده و نقاط عمودی آن‌ها در زمین فرومی‌روند. این قاب‌ها دارای پشتیبانی از طریق طناب‌هایی هستند که در بالای قاب متصل شده و به زمین میخ‌کوب می‌شوند تا ثبات را فراهم کنند.
توری مشبک جایی است که قطرات آب به صورت تقطیر ظاهر می‌شوند. این توری از رشته‌هایی که با یکدیگر بافته شده‌اند و دارای سوراخ‌های کوچک است، تشکیل شده و با یک پوشش شیمیایی برای افزایش تقطیر پوشانده شده است. برای ساختار مشبک از پارچه‌های سایه‌بان استفاده می‌شود چرا که می‌توان آن را در کشورهای کمتر توسعه‌یافته به‌راحتی تهیه کرد. رشته‌ها به‌گونه‌ای پوشش داده شده‌اند که هم هیدروفیلی (جذب‌کننده آب) و هم هیدروفوبیک (دافع آب) باشند، که باعث جذب و دفع آب برای افزایش تقطیر می‌شود. این توری می‌تواند ۲٪ رطوبت موجود در هوا را جمع‌آوری کند. کارایی آن با کاهش اندازه رشته‌ها و سوراخ‌ها افزایش می‌یابد. بهینه‌ترین توری مشبک از رشته‌های فولادی ضدزنگ به اندازه سه تا چهار موی انسان ساخته می‌شود و سوراخ‌ها دو برابر اندازه رشته‌ها هستند. این توری با یک پوشش شیمیایی پوشانده شده که زاویه تماس قطرات آب را کاهش می‌دهد، که باعث می‌شود قطرات کوچکتری تشکیل شوند. این نوع توری می‌تواند ۱۰٪ رطوبت موجود در هوا را جذب کند.
زیر توری مشبک یک دیوار مه، یک آبراهه کوچک برای جمع‌آوری آب وجود دارد. آب از آبراهه به سمت نوعی ظرف ذخیره‌سازی یا سیستم آبیاری برای استفاده جریان می‌یابد. اگر مه‌گیر دایره‌ای باشد، آب در یک حوضچه که در پایین توری قرار دارد، جمع‌آوری می‌شود.

## اصول کار
مه معمولاً حاوی ۰٫۰۵ تا ۱ گرم آب در هر متر مکعب (⅗ تا ۱۲ دانه در هر یارد مکعب) است، با قطراتی به اندازه ۱ تا ۴۰ میکرومتر. این قطرات به آرامی ته‌نشین می‌شوند و توسط باد حمل می‌شوند؛ بنابراین، یک حصار مه‌گیر کارآمد باید روبه‌روی بادهای غالب قرار گیرد و باید مشبک باشد، زیرا باد از اطراف یک دیوار محکم عبور کرده و مه را با خود می‌برد.
قطرات آب در مه روی توری قرار می‌گیرند. توری دوم که با توری اول در تماس است باعث می‌شود قطرات آب به هم متصل شده و به پایین توری‌ها سرازیر شوند، جایی که آب جمع‌آوری شده و به سمت خارج هدایت می‌شود.

## مزایا و معایب

### مزایا
آب می‌تواند در هر محیطی جمع‌آوری شود، از جمله محیط‌های بسیار خشک مانند صحرای آتاکاما، یکی از خشک‌ترین مکان‌های زمین. آب جمع‌آوری‌شده ممکن است از آب‌های زیرزمینی امن‌تر برای نوشیدن باشد. جمع‌آوری مه به عنوان یک روش با نگهداری کم در نظر گرفته می‌شود زیرا نیاز به انرژی خارجی ندارد و تنها به تمیز کردن گاه‌به‌گاه توری‌ها برای حفظ پاکیزگی آن‌ها نیاز است. قطعات این دستگاه‌ها گاهی اوقات می‌توانند به‌طور محلی در کشورهای کمتر توسعه‌یافته تهیه شوند، که این امکان را می‌دهد که در صورت خرابی، دستگاه تعمیر شود و در وضعیت غیرقابل استفاده قرار نگیرد. برای تعمیر دستگاه نیازی به آموزش عمیق نیست. مه‌گیرها نسبت به سایر روش‌های تأمین آب هزینه کمتری برای اجرا دارند.

### معایب
حصارهای مه به‌دلیل شرایط اقلیمی و توپوگرافی منطقه محدود به تعداد هستند و نمی‌توانند بر اساس تقاضا آب بیشتری تولید کنند. تولیدات آنها در طول سال ثابت نیست و تحت تأثیر وضعیت آب و هوای محلی و نوسانات آب و هوای جهانی (مانند ال نینو) قرار می‌گیرند. تأمین آب آنها ممکن است هنوز توسط گرد و غبار حمل‌شده توسط باد، پرندگان و حشرات آلوده شود. رطوبت جمع‌آوری‌شده می‌تواند باعث رشد قارچ‌ها و سایر میکروارگانیسم‌های ممکن است سمی روی توری شود.

## روش‌های نوین
در اواسط دهه ۱۹۸۰، سرویس هواشناسی کانادا (MSC) شروع به ساخت و استقرار دستگاه‌های بزرگ جمع‌آوری مه در کوهستان ساتون در کبک کرد. این ابزارهای ساده شامل یک تکه بزرگ بوم (معمولاً ۱۲ متر طول و ۴ متر ارتفاع) بودند که بین دو تیر چوبی به طول ۶ متر با کابل‌های مهار نگه‌داشته شده بود و یک کانال بلند زیر آن قرار داشت. آب از مه بر روی بوم متراکم می‌شد، به قطرات تبدیل می‌شد و سپس به پایین می‌لغزید تا از پایین بوم بچکد و در کانال جمع‌آوری زیر آن بریزد.

### پروژه شیلی
هدف پروژه کانادایی صرفاً استفاده از دستگاه‌های جمع‌آوری مه برای مطالعه اجزای مه جمع‌آوری‌شده بود. با این حال، موفقیت آنها موجب جلب توجه دانشمندان سازمان ملی جنگلداری شیلی (CONAF) و دانشگاه کاتولیکای شیلی شد تا از ابرهای کامانچاکا یا گاروآ که سواحل شمالی شیلی را در زمستان نیم‌کره جنوبی می‌پوشانند، بهره‌برداری کنند. با تأمین بودجه از سوی مرکز تحقیقات توسعه بین‌المللی (IDRC)، مرکز MSC با دانشمندان شیلی همکاری کرد تا آزمایش طرح‌های مختلف تأسیسات جمع‌آوری را در کوه ال توفو در شمال شیلی آغاز کند. پس از تکمیل طرح، حدود ۵۰ دستگاه نصب شد و برای آبیاری نهال‌ها در دامنه کوه به‌منظور احیای جنگل‌ها استفاده شد. پس از استقرار پوشش گیاهی، این گیاهان باید شروع به جمع‌آوری مه برای خود می‌کردند، مانند بسیاری از جنگل‌های ابری در آمریکای جنوبی، تا به‌عنوان یک سیستم خودکفا رشد کنند.
موفقیت پروژه احیای جنگل‌ها مشخص نیست، اما تقریباً پنج سال پس از شروع پروژه، روستای نزدیک به چانگونو شروع به فشار آوردن برای نصب یک خط لوله به سمت پایین کوه به سوی روستا کرد. اگرچه این موضوع در حیطه وظایف CONAF نبود و این سازمان در این مرحله از پروژه خارج شد، اما توافق شد تا تأسیسات جمع‌آوری به ۹۴ جمع‌آورنده مش nylon و با تانک ذخیره و لوله‌کشی گسترش یابد تا آب مورد نیاز ۳۰۰ نفر از ساکنان چانگونو تأمین شود.
IDRC گزارش می‌دهد که ده سال بعد در سال ۲۰۰۲، تنها ۹ دستگاه باقی مانده بودند و سیستم به‌طور کلی در وضعیت بسیار ضعیفی قرار داشت. در مقابل، MSC در مقاله خود بیان می‌کند که این مرکز در سال ۲۰۰۳ هنوز کاملاً فعال بوده است، اما هیچ جزئیاتی در پشت این بیانیه ارائه نمی‌کند. در ژوئن 2003 IDRC گزارش داد که برنامه‌هایی برای احیای سایت در ال توفو وجود دارد.

### دار سی حماد

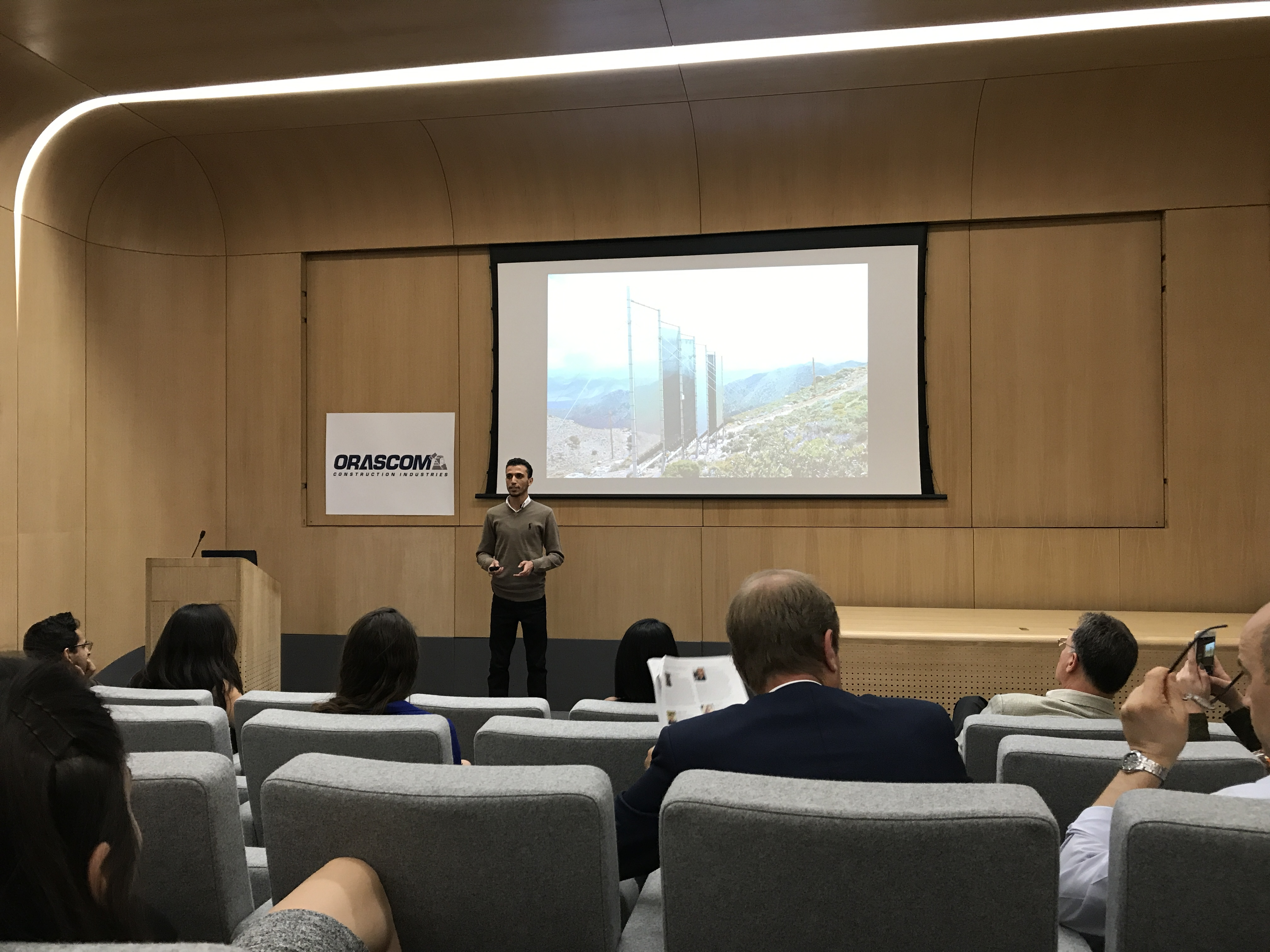
لافرام از تیم دار سی حماد در حال صحبت دربارهٔ جمع‌آوری مه

در مارس 2015 دار سی حماد (DSH)، یک سازمان غیردولتی مراکشی، یک سیستم بزرگ جمع‌آوری و توزیع مه در کوه‌های آنتی اطلس ایجاد کرد. منطقه ای که DSH در آن کار می‌کند از نظر آب فقیر است، اما مه فراوان ۶ ماه از سال منطقه را می‌پوشاند. سیستم DSH شامل فن آوری‌ای بود که سیستم آب را از طریق پیامک نظارت می‌کرد. این قابلیت‌ها در برخورد با اثرات جمع‌آوری مه بر بافت اجتماعی این مناطق روستایی بسیار حیاتی بود. به گفته محققان MIT، روش‌های جمع‌آوری مه اجرا شده توسط DSH «بازده جمع‌آوری مه را تا حدود پانصد درصد بهبود بخشیده است.»

### استفاده بین‌المللی
علیرغم شکست آشکار پروژه جمع‌آوری مه در چونگونگو، این روش در برخی از مناطق در سراسر جهان رواج یافته است. سازمان بین‌المللی برای استفاده از شبنم در حال کار بر روی کندانسورهای مؤثر مبتنی بر فویل برای مناطقی است که باران یا مه نمی‌تواند نیازهای آب را در طول سال پوشش دهد. مدت کوتاهی پس از موفقیت اولیه این پروژه، محققان سازمان‌های شرکت کننده سازمان غیرانتفاعی FogQuest را تشکیل دادند که تأسیسات عملیاتی را در یمن و مرکزی شیلی راه اندازی کرده است، در حالی که سایرین در گواتمالا، هائیتی و نپال در حال ارزیابی هستند. تأکید بیشتر بر مشارکت مستمر جوامع به این امید که پروژه‌ها در آینده به خوبی دوام بیاورند. دهکده‌ها در مجموع ۲۵ کشور در سراسر جهان در حال حاضر تأسیسات جمع‌آوری مه را راه اندازی کنند. پتانسیلی برای استفاده از سیستم‌ها برای ایجاد پوشش گیاهی متراکم در زمین‌های خشک قبلی وجود دارد. به نظر می‌رسد که کلکسیونرهای ارزان قیمت به شکوفایی خود ادامه خواهند داد. تلاش‌های متعددی برای راه‌اندازی مه‌گیر در پرو انجام شده است که موفقیت‌های متفاوتی داشته است.